# أنتونيو توبانغو
خوسيه أنطونيو دا سيلفيرا جونيور، يلقب بـ كوبانغو من مواليد 15 مايو 1981، لاعب كرة قدم برازيلي.
لعب مع نادي الشباب الكويتي مرتين ، المرة الأولى في موسم 2006/2007 و 2007/2008 و الثانية في موسم 2010/2011 و مازل مستمراً معهم.
خاض تجارب عديده مع أندية برازيلية . كما انه احترف بالدوري البرتغالي.
و لعب في موسم 2009/2010 في صفوف نادي الجهراء الرياضي.